# Stéphane Audran
Stéphane Audran, född Colette Suzanne Dacheville den 8 november 1932 i Versailles, död 27 mars 2018 i Neuilly-sur-Seine nära Paris, var en fransk skådespelerska.
Hon filmdebuterade 1958. Hon hade ofta roller som känslomässigt starka kvinnor under en sval, sofistikerad yta.
En tid var hon gift med skådespelaren Jean-Louis Trintignant. Åren 1964–1980 var hon gift med regissören Claude Chabrol och medverkade i flera av hans filmer.

## Filmografi, i urval
- 1959 – Kusinerna
- 1959 – I lejonets tecken
- 1966 – Champagnemorden
- 1968 – Två kvinnor - en man
- 1969 – Mannen - hustrun - älskaren
- 1970 – Slaktaren
- 1972 – Borgarklassens diskreta charm
- 1974 – Tio små negerpojkar
- 1978 – Violette - giftmörderskan
- 1978 – 30 silverpenningar
- 1981 – En förlorad värld (TV-serie)
- 1984 – Mistrals dotter (TV-serie)
- 1987 – Babettes gästabud
- 1992 – Betty
- 2000 – Den blå cykeln (TV-serie)